# فینال جام برندگان جام آسیا ۹۵–۱۹۹۴
فینال جام برندگان جام آسیا ۹۵–۱۹۹۴ مسابقه فینال پنجمین دوره جام برندگان جام آسیا بود که در سال ۱۹۹۵ برگزار شد و تیم یوکوهاما فلگلز به مقام قهرمانی دست یافت.

## مسابقه
| یوکوهاما فلگلز        | ۲–۱ (و. ا) | الشعب    |
| --------------------- | ---------- | -------- |
| ایپی واتانابه ۳۷' ۹۵' |            | کیتا ۷۴' |